# 46°-halo

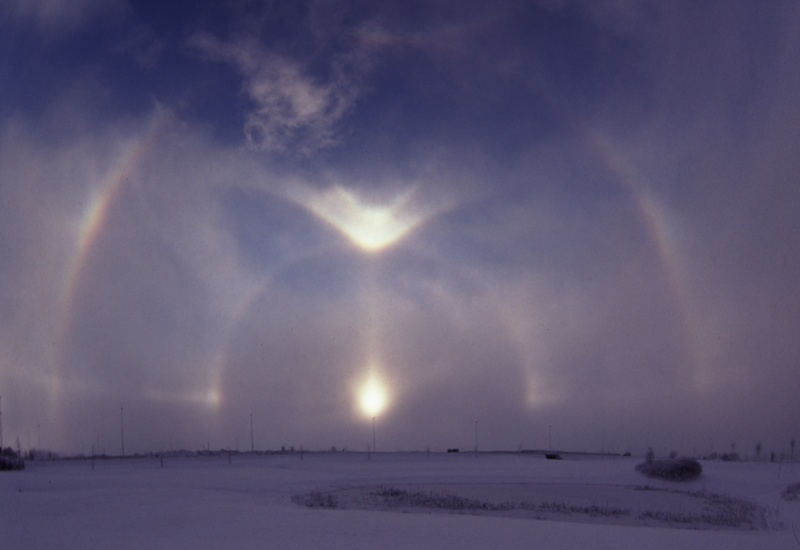
Een 46°-halo (buitenste ring), Zweden, 2003. Tevens te zien zijn onder meer: de 22°-halo (binnenste ring); linker bijzon; gedeeltelijke parhelische kring; lichtzuil; bovenraakboog; Parry-boog en circumzenitale boog

De 46°-halo of grote kring is een zeldzaam type halo in de vorm van een ring rond de zon of maan met een straal van ongeveer 46 booggraden. De naam grote kring is ter onderscheiding van de veel frequentere kleine kring of 22°-halo.